# Pachypodium lealii
Pachypodium lealii Welw., 1869 è una pianta della famiglia delle Apocinacee, endemica dell'Africa meridionale.

## Descrizione

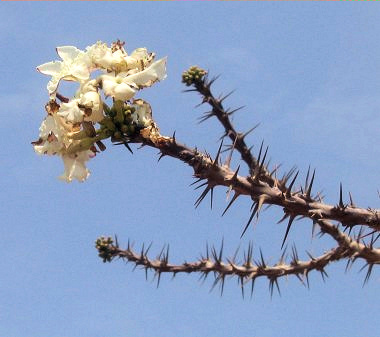
Fiori

## Distribuzione e habitat
È diffusa in Angola e Namibia.